# Dosu Luncii, Alba
Dosu Luncii este un sat în comuna Vidra din județul Alba, Transilvania, România. La recensământul din 2002 avea o populație de 28 locuitori.

## Imagini

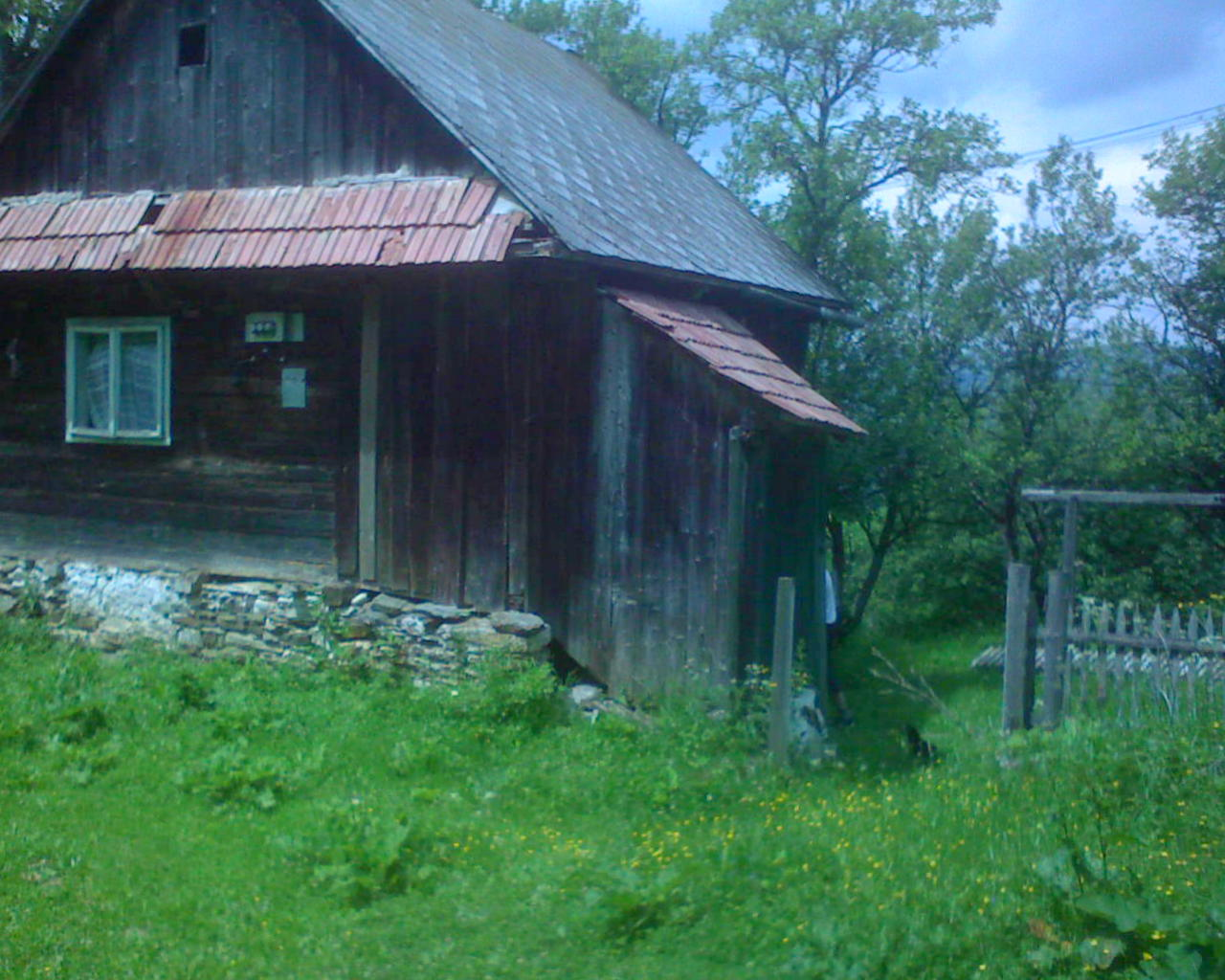
Casa lui Ionu Randului, veche de peste 100 de ani
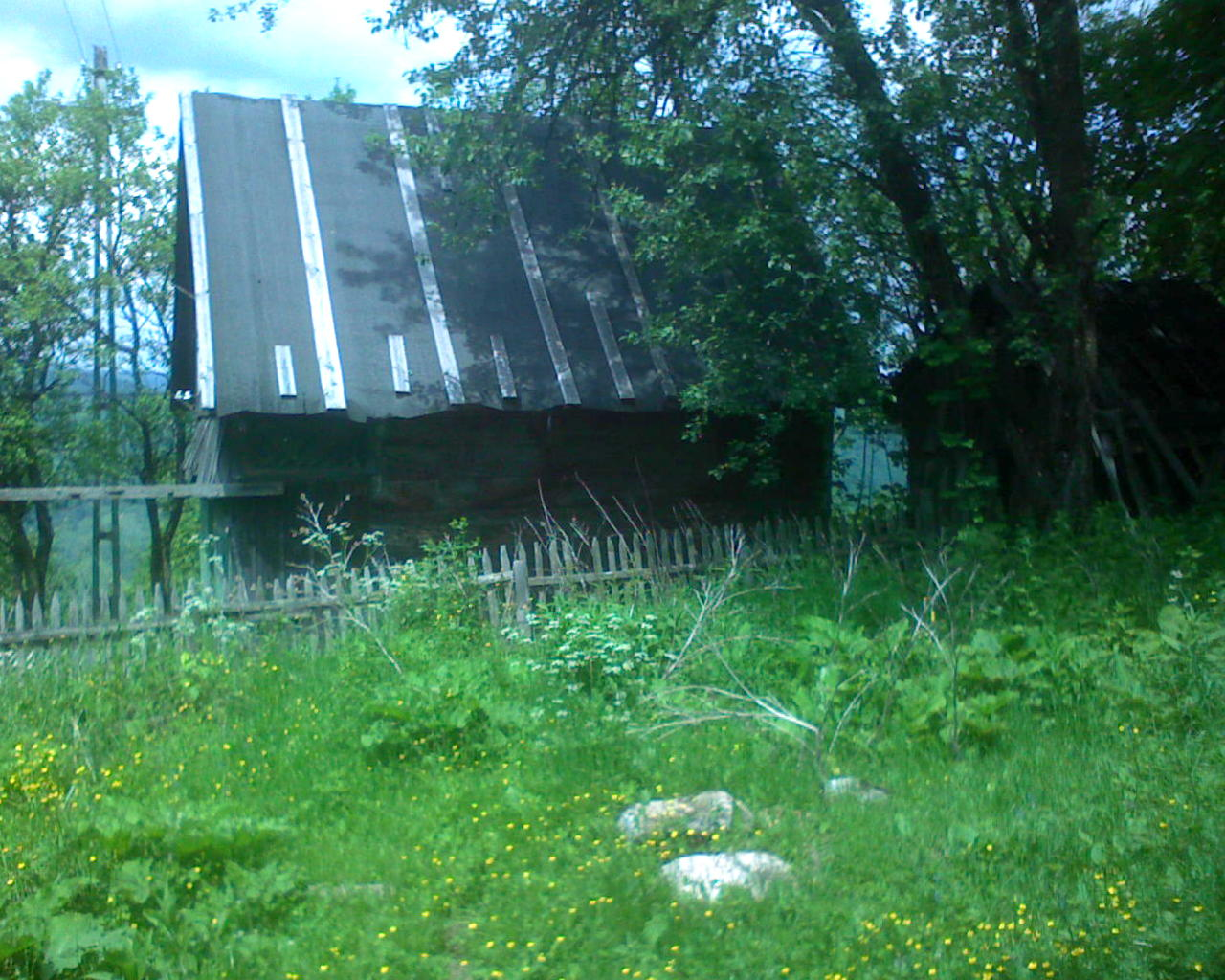
Gospodării părăsite în cătunul depopulat Dosu Luncii
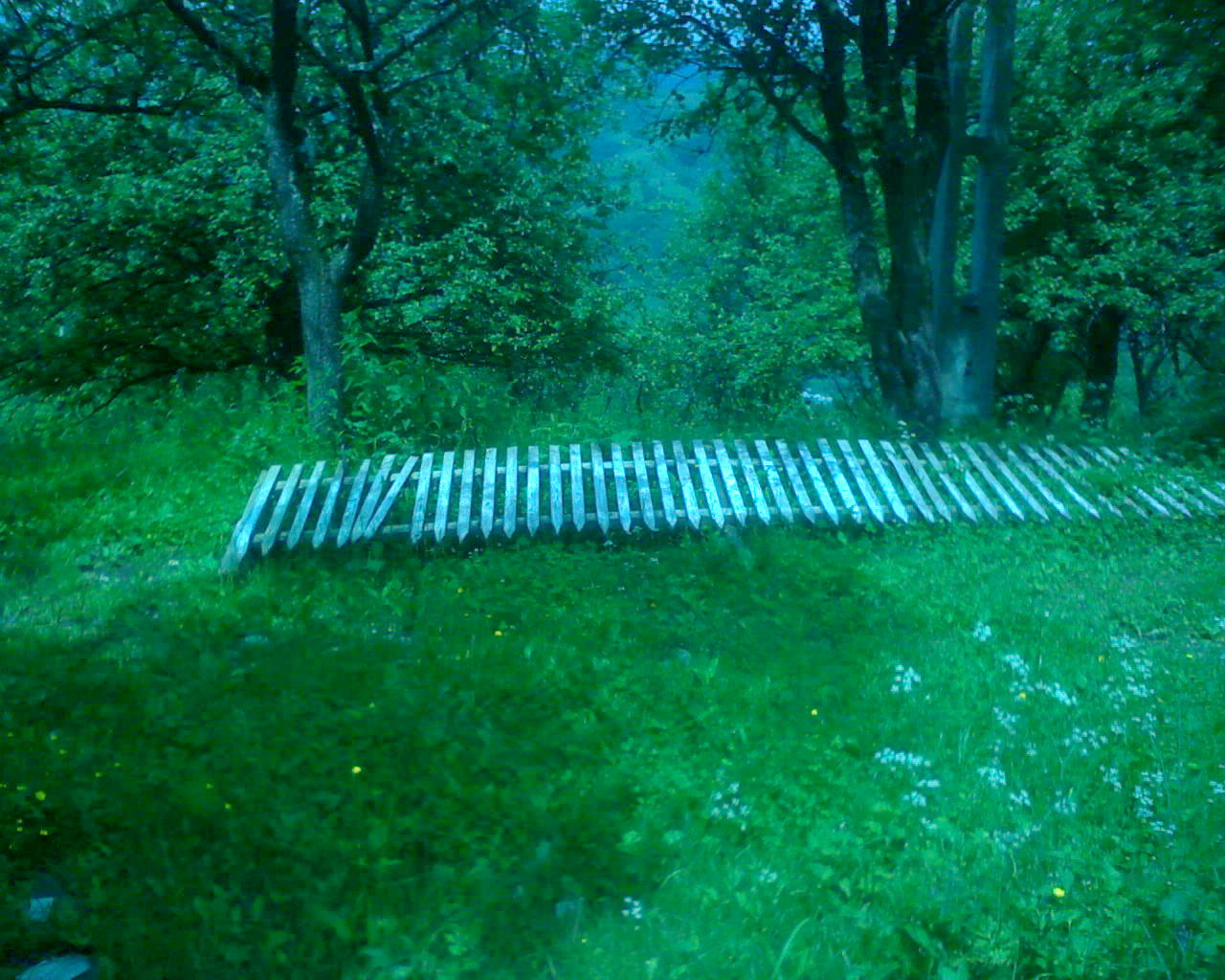
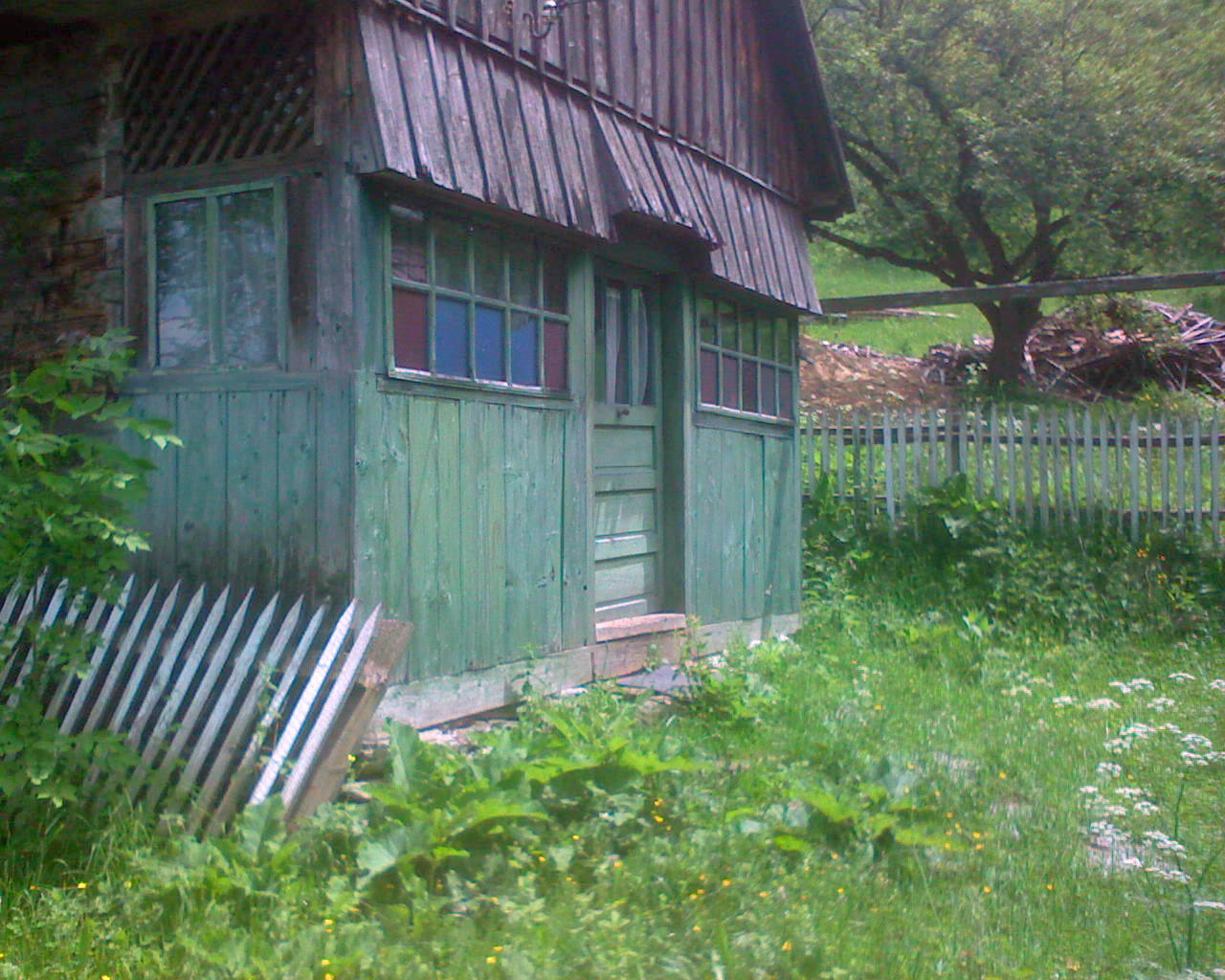
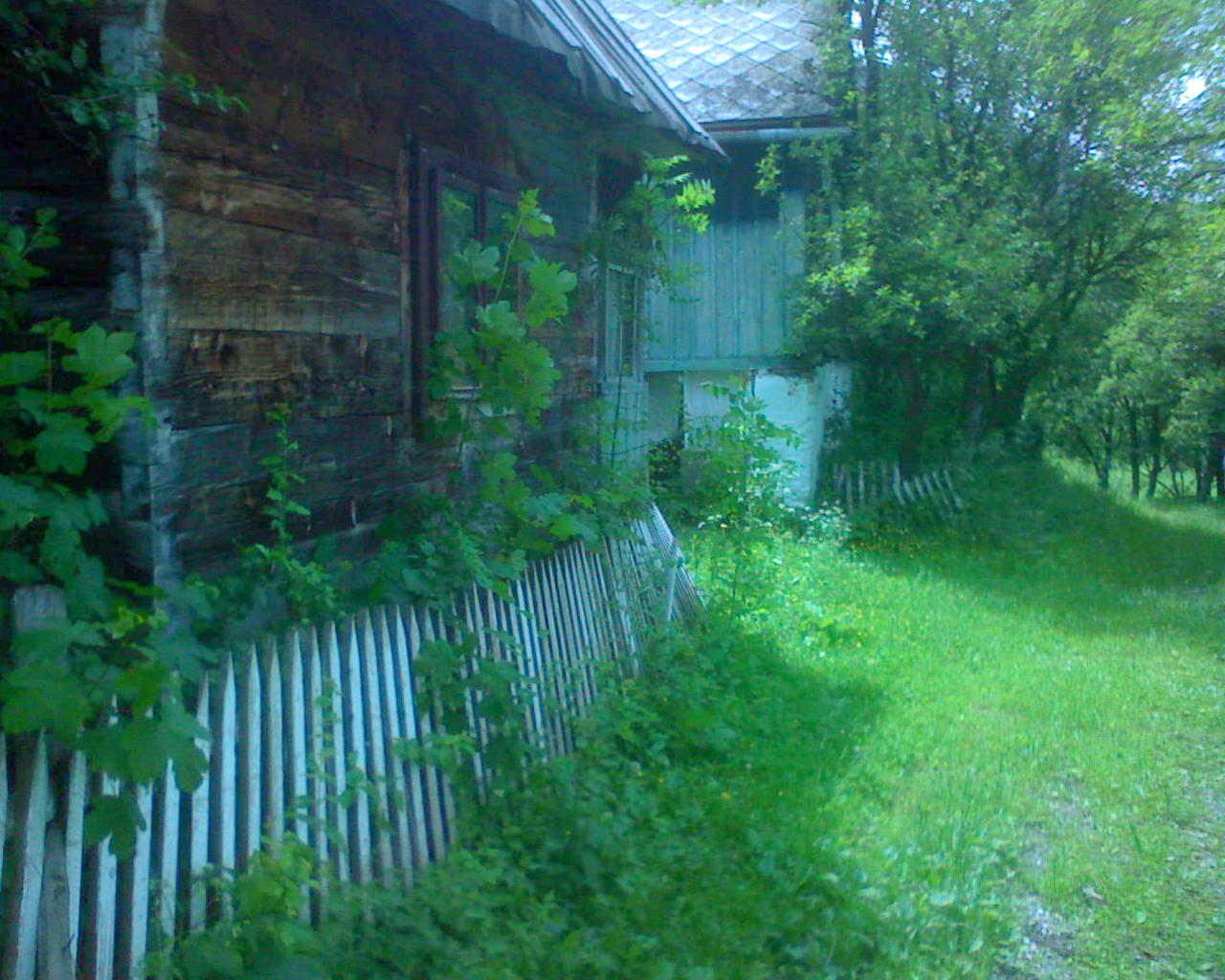
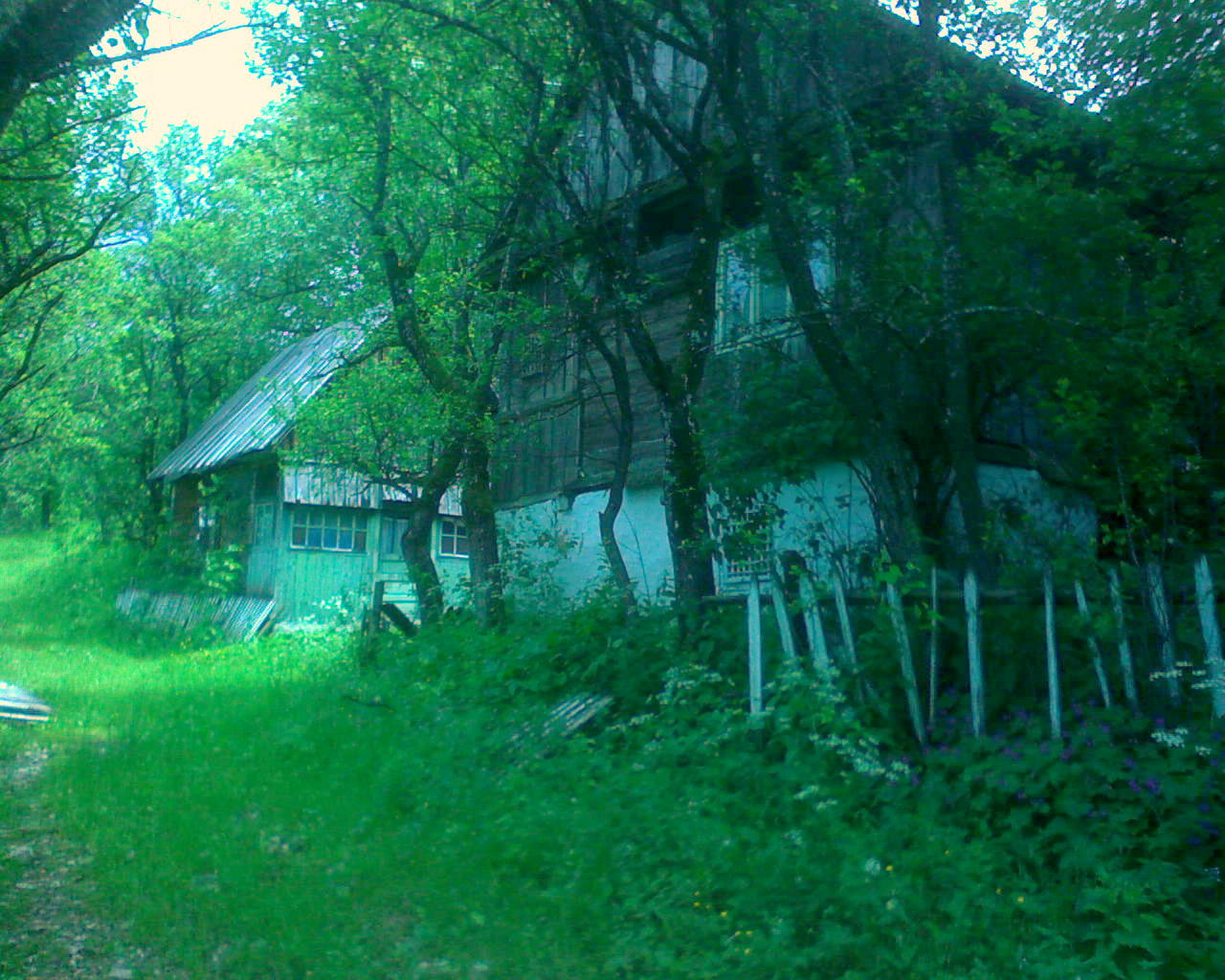